# Assassinat de Sarah Everard
L'Assassinat de Sarah Everard fou un crim comès per l'oficial Wayne Couzens de la policia metropolitana de Londres que segrestà, violà i assassinà Sarah Everard. El succés despertà una onada d'indignació i protestes encapçalades per organitzacions feministes que denunciaren la inseguretat de les dones pels carrers d'Anglaterra.
La nit del 3 de març de 2021, Sarah Everard, una executiva de màrqueting de 33 anys, va ser segrestada al sud de Londres, Anglaterra, mentre anava caminant cap a casa a la zona de Brixton Hill des de la casa d'un amic a prop de Clapham Common. L'oficial de la policia metropolitana Wayne Couzens la va arrestar falsament amb el pretext d'haver infringit les regulacions de la COVID-19 i la va conduir a prop de Dover on la va violar i estrangular, abans de cremar-ne el cos i eliminar les seves restes a un estany proper.
El 9 de març, Couzens va ser arrestat a Deal, Kent, primer per ser sospitós del segrest d'Everard i més tard per sospitós del seu assassinat. Les restes d'Everard van ser descobertes a un bosc prop d'Ashford, Kent, el 10 de març; després de la seva identificació, Couzens va ser acusat del seu segrest i assassinat.
Les vetlles d'Everard es van celebrar el 13 de març al vespre. La vigília a Clapham Common, a prop d'on havia desaparegut, va provocar una resposta policial controvertida i quatre detencions per incompliment de la normativa COVID-19. L'assassinat també va provocar un ampli debat sobre el paper de la policia a la societat britànica i l'estatus de la seguretat de les dones al Regne Unit.
El 8 de juny de 2021, Couzens es va declarar culpable del segrest i la violació d'Everard, i va admetre la responsabilitat de la seva mort, i el 9 de juliol es va declarar culpable del seu assassinat. Va ser condemnat pel Lord Justice Fulford a una condemna perpètua el 30 de setembre de 2021.

## Rerefons
Sarah Everard va néixer a Surrey el 1987. Va créixer a York, on va assistir a la Fulford School. Va estudiar Geografia Humana a la St Cuthbert's Society, Universitat de Durham, del 2005 a 2008. En el moment de la seva mort, Everard vivia a la zona de Brixton Hill i treballava com a executiva de màrqueting per a una agència de mitjans digitals.

## Incident i investigació
El 28 de febrer de 2021, Wayne Couzens, un agent de la Policia Metropolitana i agent d'armes de foc de quaranta-vuit anys, va reservar un cotxe blanc Vauxhall  a una empresa de lloguer de vehicles a Dover. A les 07:00 GMT del 3 de març, va completar un torn de 12 hores a l'Ambaixada dels Estats Units a Londres abans de viatjar a Kent per recollir el cotxe de lloguer. Després va tornar a Londres on va ser enregistrat a Earl's Court i al pont de Battersea. Després d'arribar a Clapham, va tornar a conduir a Earl's Court abans de tornar a Clapham a les 21:23.
Cap a les 21:00, Everard havia sortit de la casa d'un amic a Leathwaite Road prop de Clapham Junction, a l'oest de Clapham Common. Va caminar per l'A205 South Circular Road a través del camí cap a la seva casa de Brixton Hill. Va parlar amb el seu xicot pel telèfon durant uns quinze minuts i va acceptar reunir-se amb ell l'endemà. A les 21:28, va ser vista per un videoporter a Poynders Road i quatre minuts més tard a la càmera de tauler d'un cotxe de policia que passava.
A les 21:34, Couzens, que havia estacionat el Vauxhall a la vorera de Poynders Court, va aturar Everard i li va mostrar la seva targeta d'ordre policial abans d'emmanillar-la i arrestar-la falsament amb el pretext d'incomplir les directrius COVID. Couzens i Everard van ser enregistrats dues vegades per les imatges del circuit tancat de televisió d'un autobús; la primera instància a les 21:35 els va mostrar al costat del Vauxhall de lloguer i la segona, a les 21:38, va mostrar la matrícula del Vauxhall. Al voltant d'aquell moment, Couzens i Everard van entrar al cotxe i Couzens va conduir cap a Kent; la ruta del cotxe va quedar registrada amb un seguiment retrospectiu mitjançant imatges d'un circuit tancat de televisió i reconeixement automàtic de matrícula.
A les 23:43, Couzens i Everard estaven a Dover i s'havien traslladat al cotxe SEAT personal de Couzens. Entre les 23:53 i les 00:57 del 4 de març, el telèfon mòbil de Couzens es va connectar a llocs mòbils a la zona de Sibertswold, i es creu que va ser llavors quan va violar Everard. A les 02:34, Couzens va comprar begudes a una benzinera de Dover; es creu que havia estrangulat Everard fent servir el seu cinturó de policia en algun moment abans d'això. Couzens va conduir fins a Hoad's Wood on el seu cotxe va ser capturat per CCTV a la zona entre les 03:22 a les 06:32 abans de tornar a Dover per tornar al seu cotxe de lloguer abans de tornar-lo a les 08:26. Després que Couzens tornés el cotxe de lloguer, va conduir el seu cotxe personal a Sandwich, Kent, eliminant el telèfon mòbil d'Everard en un dels cursos d'aigua de la ciutat a les 09:21. Més tard aquell dia, el xicot d'Everard es va posar en contacte amb la policia després que ella no el va conèixer.
En els dies posteriors a l'assassinat, Couzens va dir als seus col·legues sèniors que patia estrès i que ja no volia portar una pistola. El 5 de març, poc després de les 11:00, Couzens va comprar uns 5 litres (1.1 imp gal; 1.3 US gal) de gasolina d'una estació de servei a Whitfield. Després va conduir fins a Hoad's Wood prop d'Ashford, on el seu cotxe va ser capturat per CCTV a les 12:37, per cremar el cos d'Everard dins d'una nevera. A les 13:47 va comprar dues bosses grans de constructor a B&amp;Q abans de tornar a Hoad's Wood el 7 de març, on va utilitzar una de les bosses per disposar de les restes d'Everard en un estany. El 8 de març es va declarar malalt i per no anar a treballar, lliurant el seu equip, inclòs el cinturó de policia i les manilles.
A les 16:20 del 10 de març, la policia que rastrejava Hoad's Wood va trobar restes humanes en una gran bossa de constructor, a uns 100 metres (110 yd) d'un terreny que posseïa Couzens. La policia de Dover també va escorcollar el lloc d'un antic garatge de reparació de carrosseries, anteriorment propietat de la família de Couzens, al cim dels White Cliffs. El 12 de març, el cos d'Everard va ser identificat mitjançant registres dentals. Dos dies després, la policia va centrar una operació de recerca al voltant de The Rope Walk a Sandwich i va acordonar aproximadament 1 milla quadrada (2.6 km2) de la població amb relació a la investigació. El 16 de març, la policia va continuar pentinant els boscos a Kent i els bussejadors policials a Sandwich van buscar sota l'aigua el telèfon mòbil d'Everard.
El funeral d'Everard va tenir lloc el 22 de maig a l'església de Heslington a Heslington, prop de York.
Els resultats d'una autopsia realitzada a l'Hospital William Harvey d'Ashford es van publicar l'1 de juny. La investigació va concloure que havia mort per compressió del coll.

## Procediments legals
El 9 de març, policia de Kent va arrestar a Couzens a casa seva a Deal sota sospita de segrest. La policia arribà a casa seva a les 17:45 i hi entrà a les 19:50 per fer la detenció. Uns 40 minuts abans de ser arrestat, Couzens va intentar esborrar les dades del seu telèfon mòbil. Quan va ser entrevistat, inicialment va afirmar que no reconeixia Everard després que se li va mostrar una fotografia seva. Aleshores va afirmar que tenia problemes financers després d'un servei de sexe de pagament a Folkestone, i que una banda d'europeus de l'Est l'havia amenaçat a ell i a la seva família, exigint-li lliurar "una altra noia" després de pagar menys a una prostituta unes setmanes abans.
Couzens havia entrat a la Policia Metropolitana (Met) el setembre de 2018. El febrer de 2020, va ser assignat a la branca de Protecció Parlamentaria i Diplomàtica (PaDP), la divisió responsable de la protecció uniformada de les instal·lacions governamentals i diplomàtiques. No s'havia sotmès a una verificació millorada com a part del seu reclutament ni havia passat pel període de prova obligatori de dos anys amb el Met abans d'incorporar-se al PaDP. Una dona d'uns trenta anys també va ser arrestada al domicili sota sospita d'ajudar a un delinqüent però posteriorment va ser posada en llibertat sense càrrecs.
El 10 de març, el dia que es van descobrir les restes d'Everard, Couzens va ser arrestat de nou sota sospita d'assassinat. L'11 de març, Couzens va ser hospitalitzat després d'una ferida al cap que va patir sota custòdia; va tornar a ser hospitalitzat breument l'endemà després d'una lesió similar. Després de l'incident de l'11 de març, la policia va dir que la ferida es va produir mentre estava sol a la seva cel·la.
Couzens va ser acusat del segrest i assassinat d'Everard el 12 de març, després de l'autorització del Servei de Fiscalia de la Corona. Va comparèixer al Tribunal d'Instrucció de Westminster el 13 de març i va ser detingut abans de comparèixer a l'Old Bailey mitjançant un enllaç de vídeo des de la presó de Belmarsh el 16 de març.
El 8 de juny, Couzens es va declarar culpable de segrestar i violació, i va admetre la responsabilitat de la mort d'Everard. A l'espera d'informes mèdics sobre la seva salut mental en el moment de la mort d'Everard, a Couzens no se li va demanar que afrontés l'acusació d'assassinat.
En una audiència el 9 de juliol, Couzens es va declarar culpable d'assassinat. A l'enllaç de vídeo de la presó de Belmarsh, va mantenir el cap abaixat i tremolava lleugerament. Es va informar que havia llogat un cotxe i havia comprat un rotlle de pel·lícula autoadhesiva, "prou fort per a subjectar catifes", dies abans de l'assassinat. Ell i la víctima eren "complets desconeguts" entre ells, abans del seu segrest. Després de l'audiència, es va informar que la policia de Kent havia rebut un informe el 2015 d'un home en un cotxe a Dover, nu de cintura per avall. Es creia que podria haver-hi prou informació registrada al sistema policial de Kent per identificar l'home com a Couzens, que era un agent de policia en servei en aquell moment. Parlant fora de l'Old Bailey, Dame Cressida Dick, la comissària de la policia metropolitana, va dir que se sentia "malalta, enfadada i devastada" pels crims de Couzens, i va afegir: "Són terribles i tots els agents de la policia se senten traïts. Sarah era una dona jove fantàstica i talentosa amb tota la vida al davant i que li han arrabassat".
L'audiència de sentència, dirigida pel Lord Justice Fulford, va començar a Old Bailey el 29 de setembre després d'informes mèdics i psiquiàtrics. L'advocat de Couzens, Jim Sturman QC, va demanar a Fulford que considerés la possibilitat d'imposar una condemna determinada, que permetria a Couzens ser elegible per a la llibertat condicional als 80 anys. El 30 de setembre, Couzens va ser condemnat a una cadena perpètua amb Fulford justificant la gravetat del càstig dient que l'ús que Couzens va fer de la seva posició com a agent de policia per detenir Everard era el "factor vital que, al meu entendre, fa la gravetat d'aquest cas excepcionalment alta".
El 27 d'octubre es va informar que Couzens sol·licitava apel·lar la seva condemna. Feia mesos que no s'esperava cap decisió del tribunal d'apel·lació sobre si escoltava el cas. Des de desembre de 2021, Couzens està empresonat a la presó HM Frankland al comtat de Durham.

## Respostes
L'11 de març, la ministra de l'Interior, Priti Patel, va publicar un comunicat dient que "totes les dones haurien de sentir-se segures per caminar pels nostres carrers sense por d'assetjament o violència", i l'alcalde de Londres, Sadiq Khan, va declarar que els carrers de Londres no són segurs per a les dones o noies. Patel va anunciar que s'estaven considerant noves lleis per protegir les dones contra l'assetjament sexual en públic, inclosa la possibilitat que l'assetjament públic sigui un delicte específicament definit.
El 16 de juliol, la Policia Metropolitana va celebrar una audiència disciplinària en la qual Couzens va ser acomiadat del servei amb efecte immediat. Més tard, el Met va anunciar que deixaria de desplegar agents solitaris de paisà.

### Paper de la policia
El cas va provocar un debat sobre el paper de la policia en la societat britànica i la violència policial. La policia va ser criticada tant per la seva repressió a les vetlles d'Everard durant el bloqueig de la COVID-19 com per la seva incapacitat per evitar l'assassinat, no només la policia de Kent no va prendre cap acció després d'un suposat incident d'exposició indecent el 2015, sinó que Couzens s'havia enfrontat almenys a dues acusacions més d'exposició indecent que no s'havien investigat adequadament i havia estat involucrat en un incident l'any 2002 que no es va veure en la seva investigació. A principis d'octubre, es va informar que els companys de Couzens s'havien vist forçats una vegada a trucar-li a l'estació des de la patrulla després que una prostituta hagués visitat l'estació demanant-li diners. A mitjans d'octubre, es va informar que la policia investigava les afirmacions que Couzens havia agredit sexualment una drag queen en un pub de Deal el 2018. La presentadora de ràdio Emma B també es va avançar per dir que havia intentat denunciar Couzens el 2008, després que aquest se li exhibís en un carreró de Greenwich, però que la policia s'havia rigut d'ella.
La cultura policial al Regne Unit també va ser criticada. Un agent que havia format part de la recerca d'Everard va ser suspès de les seves funcions després de compartir una imatge inadequada a les xarxes socials, cinc agents van ser investigats per compartir material greument ofensiu amb Couzens abans que cometés l'assassinat i diversos agents van compartir referències de personatges que van donar suport a Couzens durant les audiències per a la seva condemna. Diverses dones oficials van dir a la premsa que no creien que poguessin informar sobre el comportament dels companys homes.
L'Oficina Independent per a la Conducta Policial (IOPC) va iniciar una investigació sobre si dos agents havien respost adequadament als informes del 28 de febrer que Couzens s'havia exposat indecentment a una sucursal de McDonald's a Swanley (Kent); l'havien interrogat sobre aquestes acusacions dies abans de ser acusat de l'assassinat d'Everard. L'IOPC també va informar que estava investigant si la policia de Kent havia investigat adequadament les denúncies d'exposició indecent contra Couzens fetes el 2015, quan estava contractat com a oficial armat per la policia Civil Nuclear Constabulary. El 9 de juliol, l'IOPC va anunciar que havia notificat 12 avisos de mala conducta als agents pel que fa a la investigació.
El 30 de setembre, després de la sentència de Couzens, el Met va declarar que la gent hauria de plantejar-se "cridar a un transeünt, córrer a una casa, trucar a una porta, agitar un autobús o, si estàs en condicions de fer-ho, trucar a emergències" si se sentien incòmodes en ser detinguts per un sol agent de policia. El Met va rebre crítiques per la declaració, i els comentaristes van argumentar que això no hauria evitat l'assassinat d'Everard (ja que Couzens era un agent de policia amb poder per fer detencions) i també podria deixar que la gent s'enfrontés a càrrecs de resistència a l'autoritat. El comissari de la policia, els bombers i la secció de delinqüència de North Yorkshire, Philip Allott, es va enfrontar a crides per dimitir i va ser criticat per culpar a les víctimes després de suggerir de manera similar, afirmant que les dones havien d'aprendre més sobre la llei i havien d'estar "al carrer per saber quan poden ser arrestades i quan poden no ser arrestades". Després d'un vot de censura unànime el 14 d'octubre, Allott inicialment es va negar a dimitir, afirmant que volia "reconstruir la confiança en [la seva] feina com a comissari". Aquella mateixa tarda va anunciar la seva dimissió i va demanar disculpes per les seves declaracions.
El govern britànic també va ser criticat per la seva resposta a l'assassinat, sobretot per proposar poders addicionals i finançament a la policia, malgrat que Couzens havia estat un agent de policia. El govern havia anunciat que gastaria 25 milions de lliures addicionals en enllumenat públic i càmeres de CCTV, així com posaria en marxa un pla pilot per enviar policies encoberts a bars i clubs, i avançaria el projecte de llei de policia, crims, sentències i tribunals. El Parlament, anuncià que donaria a la policia una àmplia autoritat per posar restriccions a les protestes i a les reunions públiques. Dick va fer front a les crides de dimissió.
Després de la sentència de Couzens, el grup d'acció directa Sisters Uncut va anunciar que llançarien grups "Copwatch" a tot el Regne Unit per entrenar persones perquè intervinguessin en les detencions i escorcolls i altres detencions policials potencialment perilloses. The Guardian va afirmar en un editorial que "no hi ha cap senyal que el Met entengui la profunda crisi de fe que s'enfronta", apuntant a un cas judicial relacionat amb l'escàndol de relacions policials encobertes del Regne Unit que es va resoldre la mateixa setmana que la sentència de Couzens.
El 4 d'octubre, Dick va anunciar que el Met llançaria una revisió dels estàndards professionals i la cultura interna, i va escriure: "Espero anunciar que es designarà una figura d'alt perfil per dirigir una revisió dels nostres estàndards professionals i cultura interna. Analitzaran la nostra formació, lideratge, processos, sistemes i estàndards de comportament, i examinaran casos en què els agents han decepcionat el públic. Aquesta persona també treballarà al meu costat, desafiant el meu equip sènior i el nostre lideratge sobre estàndards, corrupció, mala conducta sexual i com respon el Met quan les coses van malament". El 3 d'octubre, el primer ministre Boris Johnson va declarar que el govern no emprendria una investigació pública immediata sobre el cas; Patel va anunciar més tard que una investigació investigaria els "errors sistemàtics" en permetre a Couzens continuar treballant com a agent de policia després dels incidents d'exposició indecent. El cos policial va anunciar que la baronessa Casey de Blackstock dirigiria una investigació independent en la qual s'examinarà el reclutament, la formació i la verificació de la Policia Metropolitana. Una segona investigació investigarà casos en què es van presentar denúncies de mala conducta sexual o abús domèstic contra agents de policia o membres del personal, que encara estana les forces armades.
Una enquesta de YouGov publicada el novembre de 2021 va trobar que el 76% de les dones creien que la cultura policial havia de canviar i el 47% de les dones havien disminuït la confiança en la policia després de l'assassinat d'Everard.

### Seguretat de les dones
El cas va provocar un debat ampli sobre la seguretat de les dones i la violència contra les dones al Regne Unit. Després de l'assassinat, el govern britànic va reobrir la seva consulta pública sobre la seva estratègia de violència contra les dones i les nenes, rebent 160.000 respostes addicionals en dues setmanes. Tanmateix, algunes activistes feministes van argumentar que no hi havia prou canvis arran de l'assassinat. Andrea Simon, de la Coalició End Violence Against Women Coalition, va afirmar que "les mesures que poden marcar la diferència i els recursos no són on han d'estar". Els informes de dones assassinades per agents de policia en servei o per antics policies al Regne Unit des del 2009 indiquen que solen ser parelles. En aquest cas eren desconeguts. El 17 de setembre de 2021, la Inspecció de Policia i Bombers i Serveis de Rescat de Sa Majestat va publicar un informe encarregat pel govern després de l'assassinat, trobant "incoherències a tots els nivells en com la policia respon a la violència contra les dones i les nenes (VAWG) i les víctimes" i que calia un "reenfocament radical i un canvi en la prioritat donada als delictes de VAWG".
El 9 d'octubre de 2021 es va informar que el conseller delegat de BT, Philip Jansen, havia exposat els plans per a Walk Me Home, un servei telefònic dissenyat per protegir les dones solitàries mentre caminen cap a casa. El servei permetria rastrejar els usuaris mitjançant el Sistema de Posicionament Global (GPS) i enviar alertes als contactes d'emergència i a la policia si no arribaven al seu destí quan s'esperava. El servei s'activaria marcant un número, amb el 888 proposat com el número que haurien de trucar els usuaris. La proposta va comptar amb el suport de la ministra de l'Interior, Priti Patel.

## Vigílies

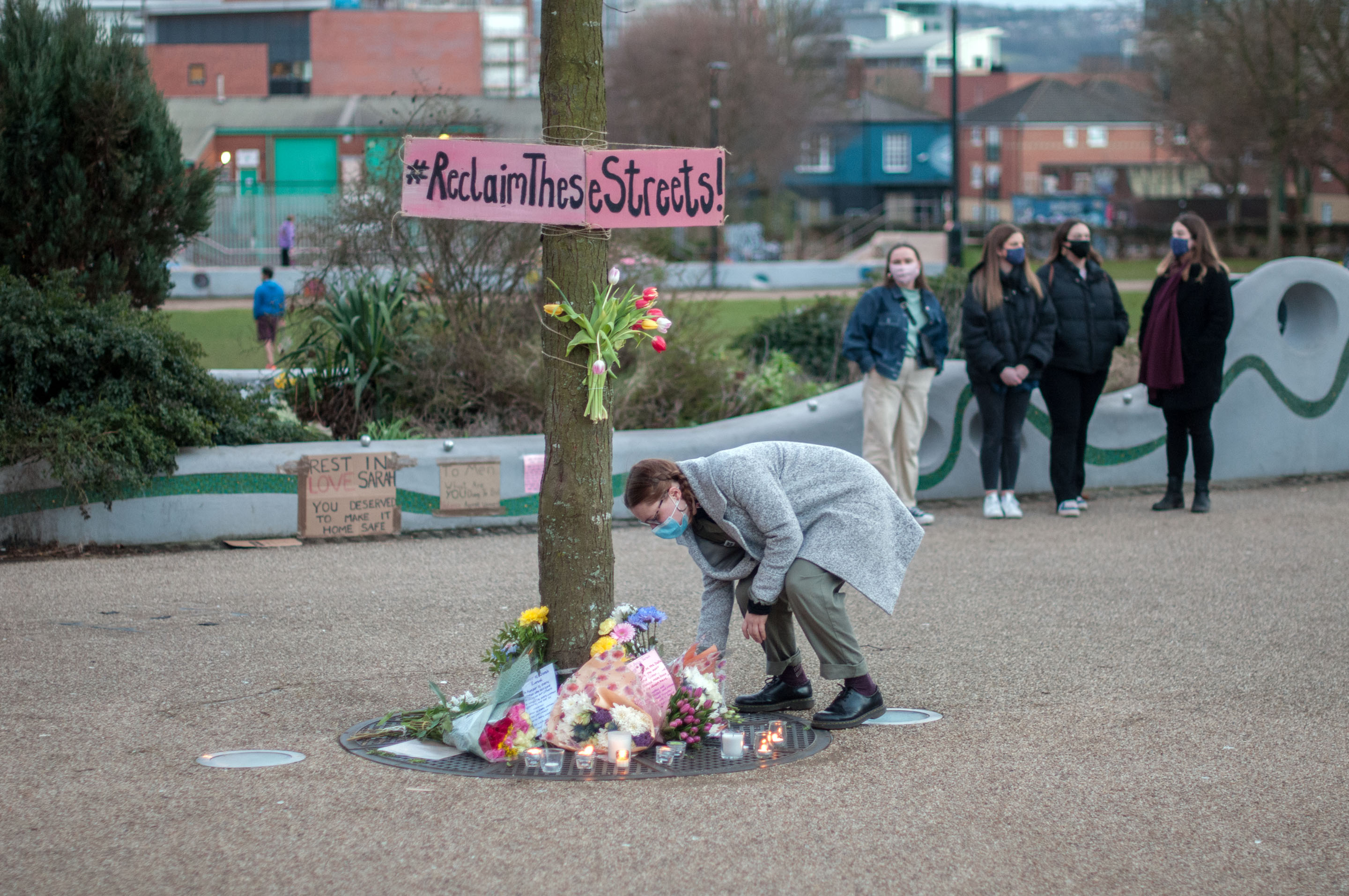
Una dona dipositant flors en una vetlla per Everard a Sheffield

. Reclaim These Streets (#ReclaimTheseStreets), va organitzar vetlles a tot el país el dissabte 13 de març de 2021. El dia abans de les vetlles, es va enviar un missatge a tots els caps de policia que deixava clar que, a causa del risc de COVID, Patel volia que deixin de concentrar-se a les vetlles; també va prometre que demanaria personalment a la gent que no es reunís. Les converses entre organitzadors i policia es van trencar; La policia havia informat als organitzadors que es consideraria una reunió il·legal sota les restriccions de la pandèmia de COVID-19 i el tribunal va rebutjar una sol·licitud per intervenir en la decisió policial. Els esdeveniments previstos a Edimburg i Cardiff es van cancel·lar oficialment a favor dels esdeveniments en línia. Cambridge també estava programat per realitzar-se online.
Les vigílies encara tingueren lloc a diverses ciutats, com Birmingham, Bristol, Cardiff, Edimburg, Leeds, Nottingham, Liverpool i Sheffield. També es van fer petites reunions a llocs de Londres. A Highbury Fields va atreure uns 50 participants. Un altre a Russell Square, encara que també oficialment cancel·lat, s'hi va veure algunes persones encendre espelmes. La consellera de Camden Angela Mason i altres varen criticar la gestió policial d'aquesta petita vetlla, que va incloure demanar als assistents i a un periodista local que marxessin per complir amb les normes de concentració massiva de COVID-19.

### Vigília comuna de Clapham
El 13 de març va tenir lloc una vetlla per Everard a Clapham Common. Durant la primera part del dia, centenars de persones van assistir per presentar els seus respectes. Catherine, la duquessa de Cambridge, va assistir, i el palau de Kensington va emetre un comunicat dient que la duquessa "recorda com era passejar per Londres a la nit abans de casar-se". Més tard es va informar que havia enviat una carta personal a la família d'Everard per expressar "la seva tristesa i simpatia".
El grup d'acció directa Sisters Uncut va animar la gent a assistir-hi "amb la teva tristesa i la teva ràbia". A les 18:00, una multitud d'uns quants centenars s'havia congregat al quiosc del parc per escoltar els discursos de Sisters Uncut. Quatre persones van ser detingudes per delictes contra l'ordre públic i per incompliment de la Llei Coronavirus de 2020.
La decisió de la Policia Metropolitana de trencar la multitud, la detenció dels assistents i el trepitjat de les flors que havien posat, van provocar la ira de la ciutadania. Sir Keir Starmer, el líder del Partit Laborista, va qualificar la resposta policial de "profundament inquietant"; Boris Johnson va dir que estava "profundament preocupat" per les imatges dels esdeveniments. L'alcalde Khan va qualificar les accions i les detencions policials de "ni adequades ni proporcionades". Sir Ed Davey, el líder dels liberals demòcrates, va repetir les crides perquè Dick dimití. Dick va negar i va rebutjar les crítiques a la resposta de la policia. La subcomissionada Helen Ball va dir que l'acció era necessària perquè "centenars de persones estaven ben amuntegades, cosa que suposava un risc molt real de transmetre fàcilment COVID-19", i la Federació Metropolitana de Policia va dir que 26 agents de policia van ser agredits.
Khan i Patel van dirigir a la Inspecció de Policia de Sa Majestat i Serveis de Bombers i Salvament (HMICFRS), que supervisa la policia, que fes una revisió de la policia de la vigilància i les lliçons apreses. La revisió, publicada el 30 de març, va constatar que la policia havia "reaccionat adequadament i no va tenir la mà dura" i estava "justificada" en la seva posició respecte a la normativa COVID, dient que els riscos de transmissió eren "massa grans per ignorar-los". L'informe HMICFRS també va dir "Condemna de les accions del Met en poques hores després de la vigilància -incloent-hi persones en llocs de responsabilitat- no era justificat, mostrava una falta de respecte pels funcionaris públics que s'enfrontaven a una situació complexa i soscava la confiança pública en la policia basada en proves molt limitades". També van dir que la resposta policial va ser un "desastre de relacions públiques" amb un "efecte materialment advers sobre la confiança pública en la policia"; la revisió va afegir: "Reconeixem que una resposta més conciliadora podria haver servit millor als interessos de la força". HMICFRS també va concloure que el Met havia interpretat incorrectament les restriccions relacionades amb el coronavirus a causa de la confusió legal i que no totes les manifestacions durant un bloqueig de nivell 4 són il·legals. Un denunciant va al·legar que els revisors havien demostrat un biaix pro policia i anti manifestants durant la compilació de l'informe, amb el panel de revisió compost gairebé totalment per agents de policia.
El 14 de març, més de 1.000 persones van marxar des de New Scotland Yard fins a la plaça del Parlament. La resposta policial es va descriure com a "mans lliures" i "marcadament diferent" a la del 13 de març.